# Bonseki

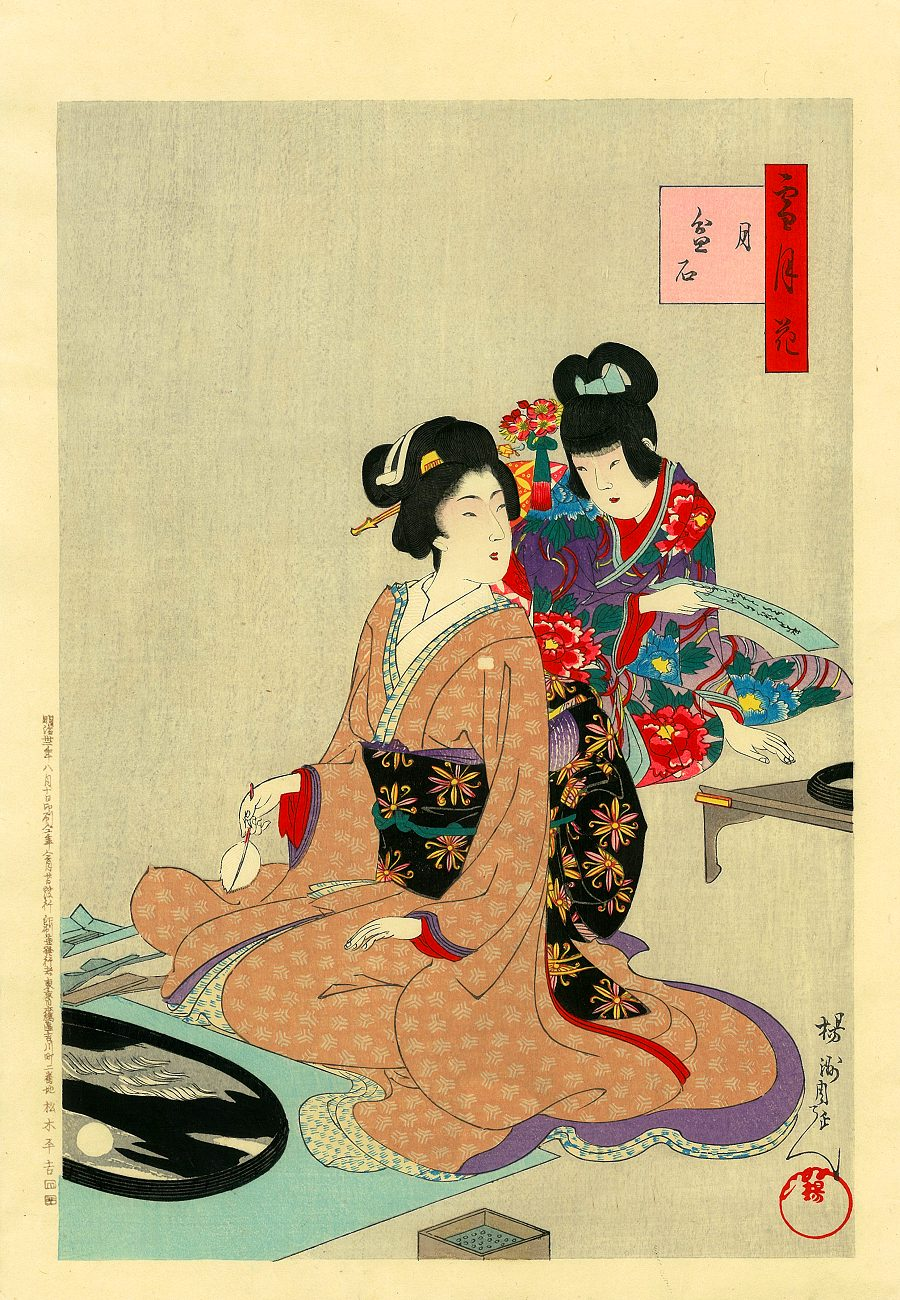
Chikanobu Toyohara (1838–1912), Kobieta tworząca krajobraz na tacy przedstawiający pełnię księżyca (1899)

Bonseki (jap. 盆石 bonseki) – (1) kamień służący do tworzenia krajobrazu na tacy, (2) miniaturowy krajobraz z białego piasku, kamyków i niewielkich odłamków skalnych, utworzony na pokrytej czarną laką tacy.

## Opis
Tace do bonseki są płaskie prostokątne lub owalne z niskimi krawędziami. Do tworzenia pejzażu używa się delikatnych, niewielkich narzędzi, jak: pióra, małe miotełki, łopatki, sitka, pałeczki. 
Te trójwymiarowe obrazy często przedstawiają sceny ogrodów, gór i wybrzeży morskich z miniaturowymi strukturami. Skały mogą reprezentować góry, skaliste wyspy lub linie brzegowe. Drobny piasek przypomina fale oceanu, gdy rozbijają wodę o skały. Miniaturowe konstrukcje mostów, świątyń czy domów są zwykle malowane miedzią. Sceny bonseki mają być tymczasowe, ale czasami można je zachować za pomocą specjalnych metod. Zachowana przy pomocy specjalnej techniki scena bonseki nazywana jest bonga lub suna-e.

## Historia
Niewiele wiadomo o początkach tej sztuki, ale rzekomo cesarz Tenmu (631–686), używał tej techniki do opisywania krajobrazów i obiektów przyrodniczych. Uważa się także, że kilka ogrodów w Kioto zostało zaprojektowanych według założeń bonseki. Esej z 1300 roku autorstwa japońskiego mnicha zen Kokana Shirena (1278–1346) pt.: „Proza rymowana o miniaturowym ogrodzie krajobrazowym” opowiada o zasadach bonseki i architektury ogrodowej.
Od okresu Muromachi (1336–1573) rzeźbienie pejzaży bonseki rozwijało się na równi z ceremonialnym przyrządzaniem i piciem zielonej herbaty (cha-no-yu) i układaniem ikebany. Stało się popularną formą sztuki arystokracji za panowania sioguna Yoshimasy Ashikagi (1435–1490). Tworzeniu bonseki poświęcał się Sen no Rikyū (1522–1591), mistrz cha-no-yu. W okresie Edo (1603–1868) ta forma sztuki rozkwitła jeszcze bardziej dzięki większej liczbie szkół dla dam dworu siogunatu. Napływ wpływów zachodnich po restauracji Meiji (1868) spowodował spadek zainteresowania tą sztuką. W ostatnich latach bonseki przeżywa pewne odrodzenie.

## Galeria

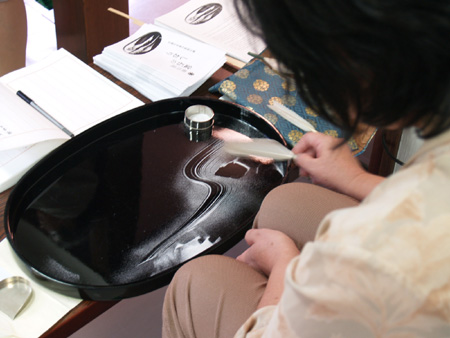
Artysta przy pracy
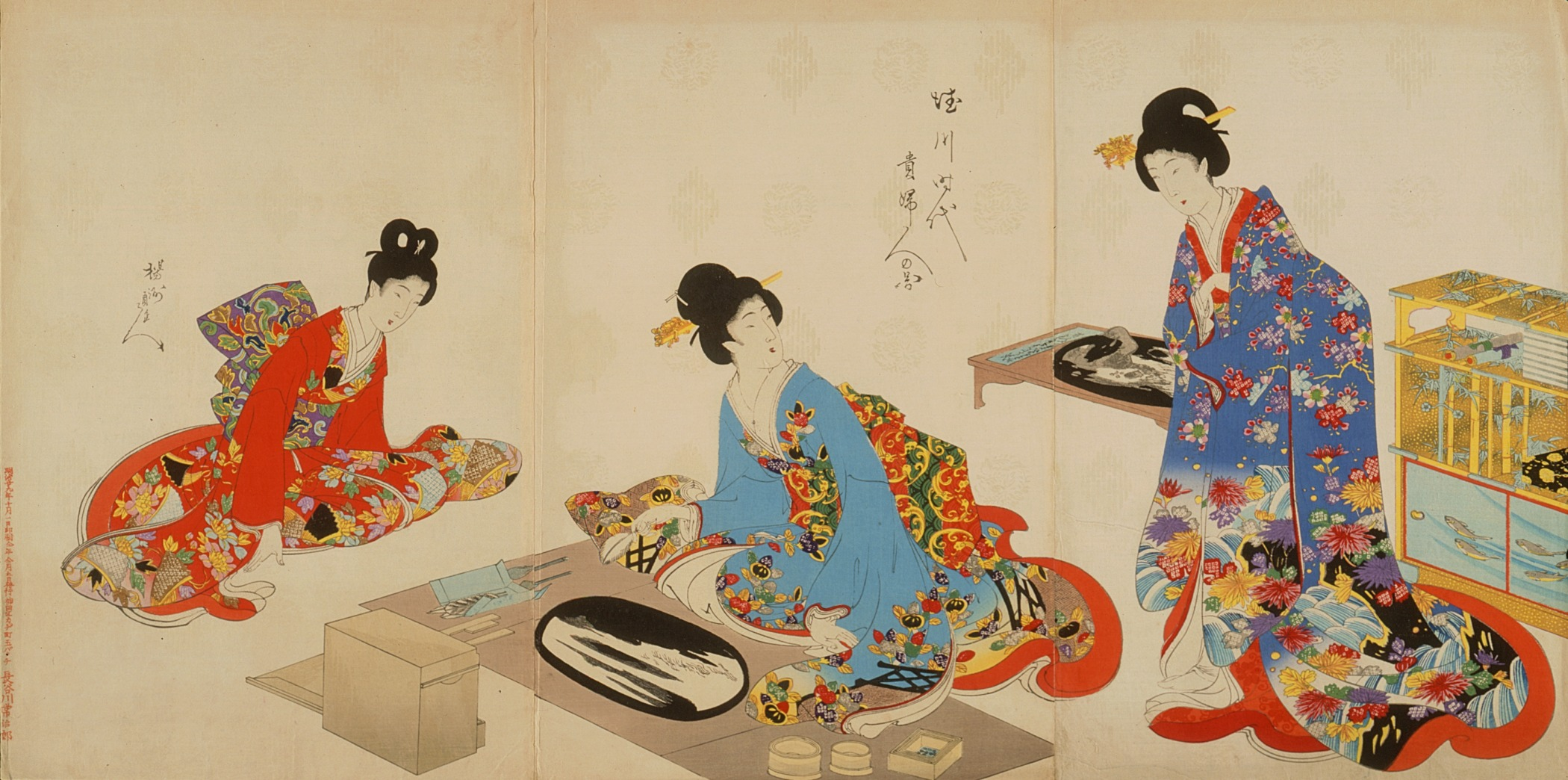
Chikanobu Toyohara, Kobiety tworzące krajobraz na tacy
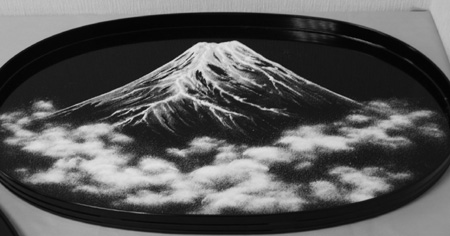
Góra Fuji